# Fokker M.7
El Fokker M.7 era un avión de observación alemán de la Primera Guerra Mundial, utilizado por las fuerzas armadas de Alemania y Austria-Hungría.

## Diseño y desarrollo
Se construyeron veinte aviones, impulsados por  motores rotativos Oberursel U.0 de 60 kW (80 hp), algunos de los cuales fueron utilizados por las estaciones costeras de  Kaiserliche Marine. Era un  sesquiplano de un solo compartimiento de configuración convencional, con alas ligeramente escalonadas que utilizan el alabeo del ala para control de balanceo, cabinas en tandem abiertas y el distintivo timón en forma de coma de Fokker.
El W.3/W.4 era una versión de hidroavión del M.7.

## Historial operacional
El avión fue operado por las fuerzas austro-húngaras bajo la designación «Tipo BI», siguiendo los prefijos con letras del Imperio alemán del sistema de designación de aviones Idflieg.

## Variantes
- M.7 : Versión de avión de reconocimiento de dos asientos.
- W.3 : Posible identificación errónea del W.4
- W.4 : Versión de hidroavión de reconocimiento de dos asientos.

## Operadores
Kaiserliche Marine
  Tropas de aviación austro-húngaras

## Especificaciones (M.7)
Datos de Das Virtuelle Luftfahrtmuseum

### Características generales
- Tripulación: dos, piloto y observador
- Longitud: 7,49 m (24 pies 7 pulgadas)
- Envergadura: 9,94 m (32 pies 7 pulgadas)
- Altura: 2,5 m (8 pies 2 pulgadas)
- Área del ala: 27m6 m² (297 ft 2 )
- Motor: 1 × Oberursel U.0 , 60 kW (80 CV)